# Hockey Club Milano
L'Hockey Club Milano è stata una squadra di hockey su ghiaccio italiana. Nel corso della sua storia ha cambiato due volte denominazione, e si è chiamata Associazione Disco Ghiaccio Milano e Hockey Club Milano Inter.

La seconda squadra, l'HC Milano II, che vanta 7 partecipazioni al campionato di serie A e 4 terzi posti come massimo risultato raggiunto in campionato, nel 1947 si staccherà assumendo la nuova denominazione di Amatori Milano. Una partecipazione al massimo campionato la ebbe anche la terza squadra, l'HC Milano III.

## Storia

### Gli inizi

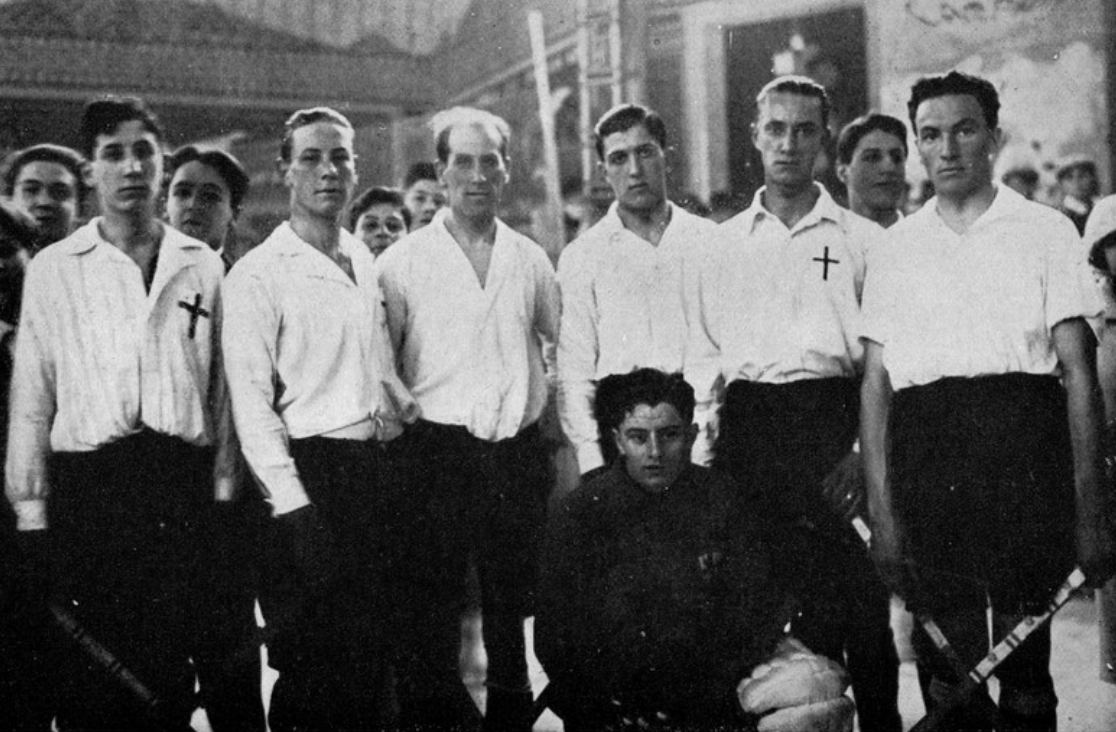
L'Hockey Club Milano nel 1924, anno della fondazione.

La squadra fu fondata nel 1924 da un gruppo di atleti milanesi, perlopiù pattinatori a rotelle provenienti dal Milan Skating Hockey Club, colpiti dallo sport - praticamente sconosciuto in Italia - portato alla ribalta dalle recenti Olimpiadi di Chamonix. Si tratta della prima squadra del paese: prima di allora, soltanto al circolo pattinatori del Valentino di Torino era stato organizzato qualche evento.
Partecipa alla prima Coppa Cinzano (che due anni dopo sarà riconosciuto come primo campionato italiano) nell'anno della fondazione, vincendola, così come le due edizioni successive.
Per quasi un decennio rimane di fatto l'unica squadra di hockey italiana ben organizzata, tanto da fornire in blocco i giocatori della nazionale. Le prime squadre in grado di contrapporsi allo strapotere dell'HC Milano saranno il Gruppo Sportivo Dolomiti Cortina (che nel 1932 sarà la prima squadra a sottrargli lo scudetto) e i Diavoli Rossoneri Milano, che nel corso degli anni '30 raccoglievano successi anche all'estero.
Nel 1935 - in tempi di autarchia anche linguistica - alla squadra fu imposto il cambio del nome: fino al 1937 si chiamerà infatti Associazione Disco Ghiaccio Milano, nome con cui - dopo due vittorie dei Diavoli Rossoneri - riporterà a casa il titolo italiano nel Campionato italiano di hockey su ghiaccio 1937.
Il dominio in quegli anni è assoluto: 8 titoli sugli 11 in palio tra il 1924 e il 1937.

### La prima fusione coi Diavoli Rossoneri
Nel campionato italiano 1937-38 la federazione impose la fusione fra ADG Milano e Diavoli Rossoneri: nasce l'Associazione Milanese Disco Ghiaccio Milano, alle dirette dipendenze della federazione, con l'obiettivo di promuovere lo sport in Italia, in vista dei Giochi olimpici invernali del 1940.
La squadra, formata con i migliori elementi delle due società, ha gioco facile e vince i due campionati disputati prima dell'interruzione bellica (1937-38 e 1940-41)

### Il secondo dopoguerra
Dopo la seconda guerra mondiale, la squadra riprende il suo nome tradizionale e ricomincia a dominare. Oltre alla prima squadra, anche la seconda (che dal 1947 prenderà la denominazione di Amatori Milano) raggiunge buoni piazzamenti.
L'HC Milano vince nel 1946-47 e nel 1947-48. L'anno successivo lo scudetto è vinto dai Diavoli, ma l'HC Milano giunge secondo e l'Amatori terzo. Lo scettro è ceduto solo per un anno: nella stagione 1949-50 i rossoblu tornano sul gradino più alto con alle spalle gli Amatori.

### L'era Inter
Nel 1950 la società stringe un accordo con l'Inter: diverrà una sezione indipendente della squadra di calcio, con la denominazione ufficiale di Hockey Club Milano Inter. Entrano nella dirigenza i futuri presidenti dell'Inter Angelo Moratti e Ivanoe Fraizzoli.
Il risultato non cambia: ancora vittorie, quattro in cinque stagioni, fra il 1950-51 e il 1954-55.
E si cominciano a raccogliere successi anche all'estero: nel 1953 e nel 1954, la squadra vince due prestigiose Coppe Spengler, cosa riuscita in passato ad una sola altra compagine italiana, i Diavoli.

### La seconda fusione e la fine di un'era
Nel 1956 il campionato non viene disputato per la concomitanza con le Olimpiadi di Cortina d'Ampezzo. Le due principali squadre milanesi si trovano in difficoltà economiche e sono costrette a fondersi per sopravvivere, dopo una trattativa condotta dalla federazione per evitare la sparizione di entrambe: nasce il Milan Inter Hockey Club che disputerà due campionati (vincendone uno, nel 1957-58) prima di cambiare nuovamente nome in Diavoli Milano Hockey Club, il cui unico successo risale al campionato 1959-60.
Dopo, Milano scompare dall'albo d'oro per 31 anni, fino alla vittoria dell'Hockey Club Milano Saima nel 1990-91.

## Palmarès
Nei 32 anni (dal 1924 al 1956) di attività della società, l'HC Milano ha vinto 15 scudetti "in prima persona" (cui vanno aggiunti i 4 delle squadre formate dalla fusione con i Diavoli Rossoneri Milano) sui 22 in palio.
- Scudetti: 1925, 1926, 1927, 1930, 1931, 1933, 1934, 1937 (Come ADG Milano), 1947, 1947-48, 1949-50, 1950-51 (Come Milano Inter), 1951-52 (Come Milano Inter), 1953-54 (Come Milano Inter), 1954-55 (Come Milano Inter).
- Coppe Spengler: 1953 e 1954